# Масований ракетний обстріл України 23 листопада 2022
23 листопада 2022 року російські війська завдали пʼятого масованого ракетного удару по енергетичній інфраструктурі України. Росіяни застосували крилаті ракети повітряного та морського базування. 

## Обстріл
Було завдано 70 ракетних ударів, 51 ракета була перехоплена ППО, а 19 влучили по важливих енергетичних об'єктах у Києві та області, а також Львівській, Вінницькій та Кіровоградській областях. Окрім того, вночі напередодні удару Росія завдала ракетного удару по пологовому відділенню Вільнянська від чого загинуло немовля.
| Регіон                                              | Місце                                               | Ракета                                              | Збито                                               | Влучання, загиблі/поранені                |
| --------------------------------------------------- | --------------------------------------------------- | --------------------------------------------------- | --------------------------------------------------- | ----------------------------------------- |
| Запорізька обл.                                     | Вільнянськ                                          | 5В55                                                | —                                                   | пологовий будинок, жертви: 1/2            |
|                                                     |                                                     |                                                     |                                                     |                                           |
| Львівська обл.                                      | Львівська обл.                                      | Калібр                                              | 0/2                                                 | енергетична інфраструктура, жертви: 10/36 |
| Київ                                                | Київ                                                | Х-555                                               | 21/31                                               | енергетична інфраструктура, жертви: 10/36 |
| Київська обл.                                       | Київська обл.                                       | Х-101                                               | 0/7                                                 | енергетична інфраструктура, жертви: 10/36 |
| Вінницька обл.                                      | Вінницька обл.                                      | Х-101                                               | 0/7                                                 | енергетична інфраструктура, жертви: 10/36 |
| Кіровоградська обл.                                 | Кіровоградська обл.                                 | Х-101                                               | 0/7                                                 | енергетична інфраструктура, жертви: 10/36 |
|                                                     |                                                     |                                                     |                                                     |                                           |
| Вінницька обл.                                      | Вінницька обл.                                      | —                                                   | 30/30                                               | перехоплено українською ППО               |
| Полтавська обл.                                     | Полтавська обл.                                     | —                                                   | 30/30                                               | перехоплено українською ППО               |
| Кіровоградська обл.                                 | Кіровоградська обл.                                 | —                                                   | 30/30                                               | перехоплено українською ППО               |
| Миколаївська обл.                                   | Миколаївська обл.                                   | —                                                   | 30/30                                               | перехоплено українською ППО               |
| Дніпропетровська обл.                               | Дніпропетровська обл.                               | —                                                   | 30/30                                               | перехоплено українською ППО               |
| Запорізька обл.                                     | Запорізька обл.                                     | —                                                   | 30/30                                               | перехоплено українською ППО               |
| Україна загалом (не рахуючи систем С-300)           | Україна загалом (не рахуючи систем С-300)           | Україна загалом (не рахуючи систем С-300)           | 51/70                                               | жертви: 10/36                             |
| Відсоток перехоплених ракет ППО та іншими засобами: | Відсоток перехоплених ракет ППО та іншими засобами: | Відсоток перехоплених ракет ППО та іншими засобами: | Відсоток перехоплених ракет ППО та іншими засобами: | 72%                                       |

## Наслідки

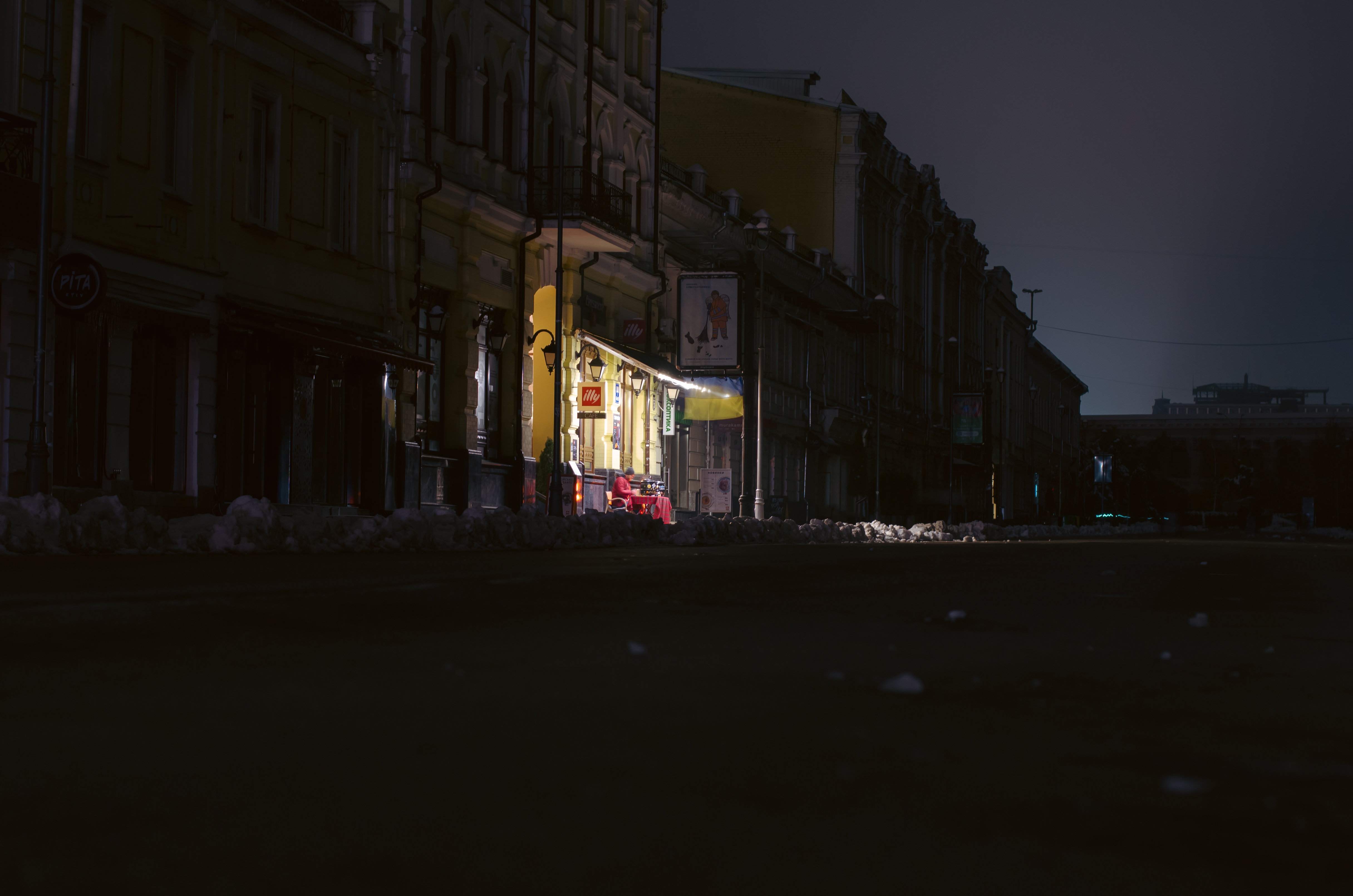
Київ без світла. Вулиця Петра Сагайдачного.

23 листопада уперше в історії одночасно зупинилися всі чотири діючі українські АЕС. Через обстріли світло також зникло в сусідній Молдові. Менш ніж за добу електрику подали до всіх областей, втім екстрені відключення тривали ще тиждень, зокрема у столиці.